# Pauselijke legaat van Avignon

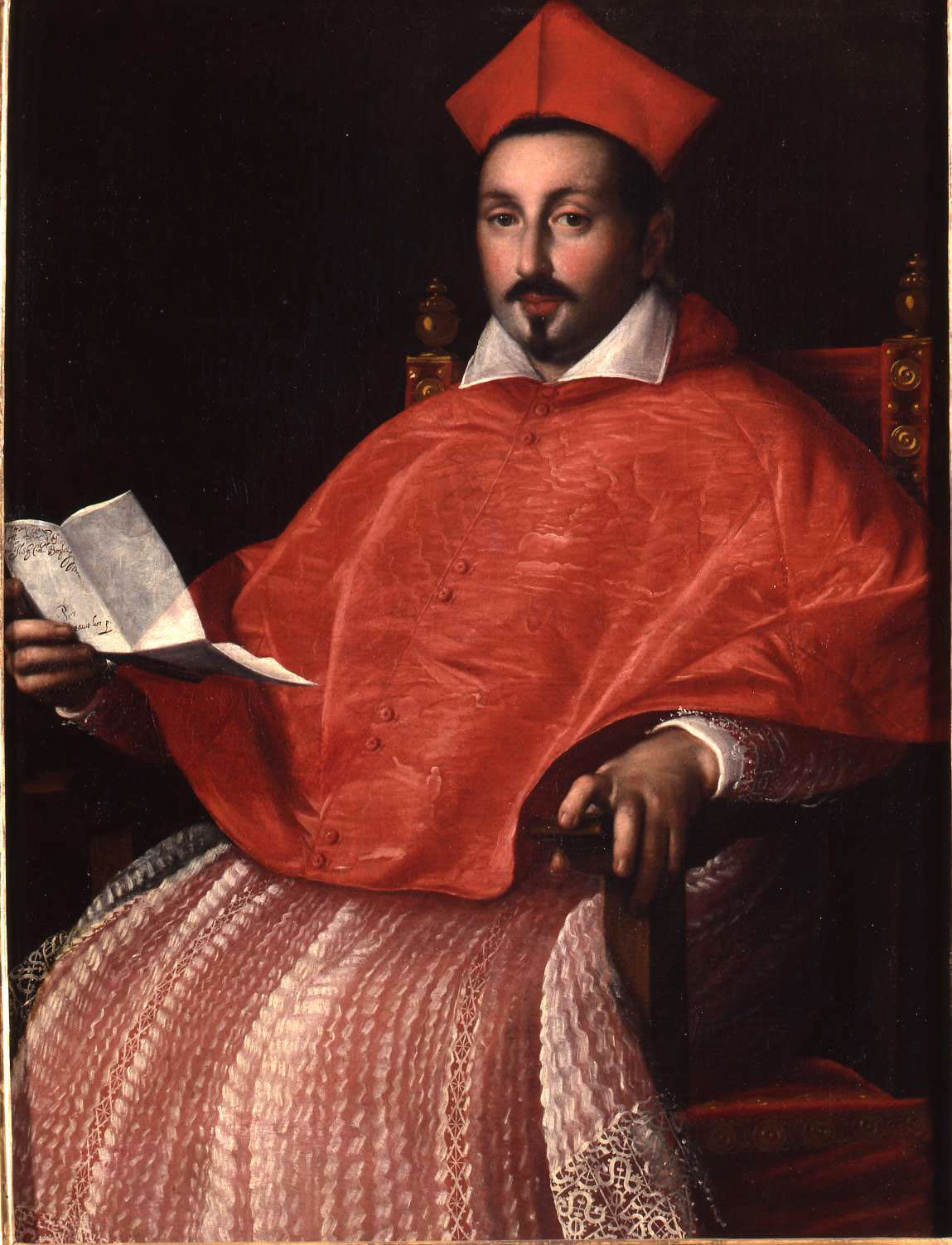
Scipione Caffarelli-Borghese, legaat van Avignon

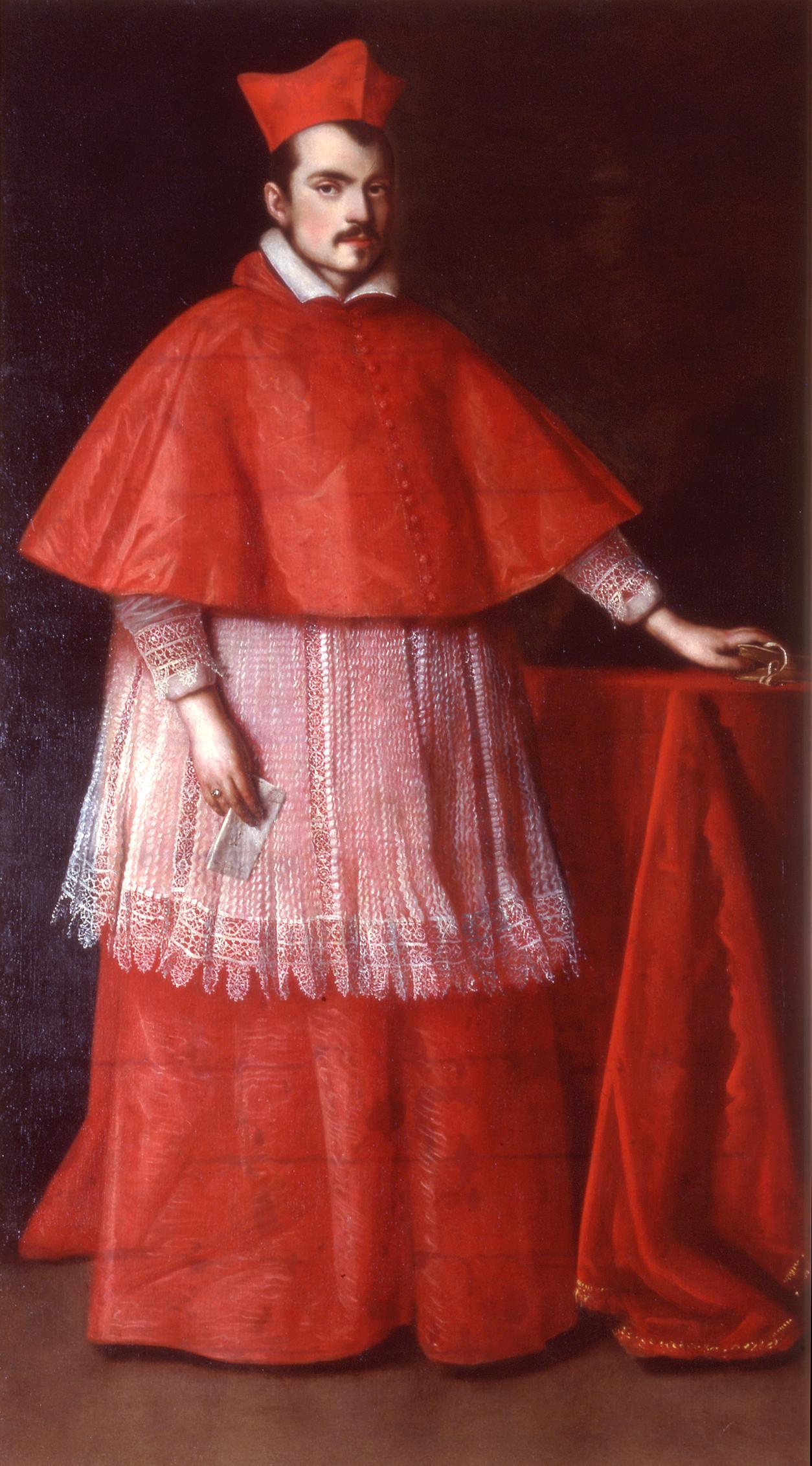
Ludovico Ludovisi, legaat van Avignon

Antonio Barberini de Jongere, legaat van Avignon

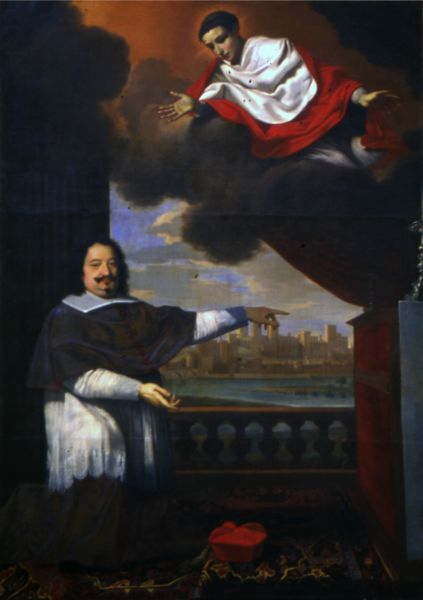
Federico Sforza, vice-legaat, met Peter van Luxemburg, een patroonheilige van Avignon

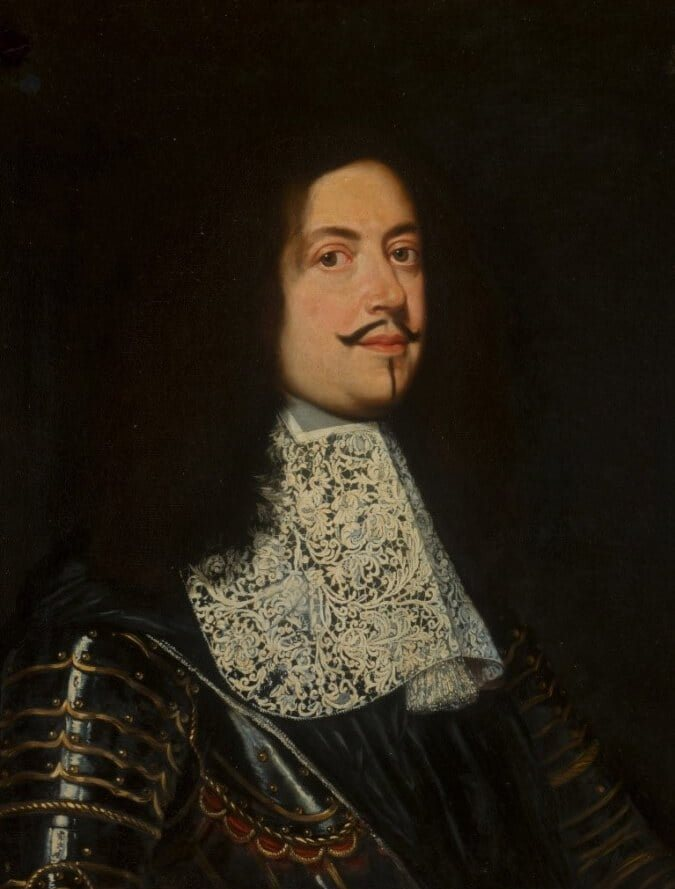
Camillo Pamphili, legaat van Avignon en lekenkardinaal

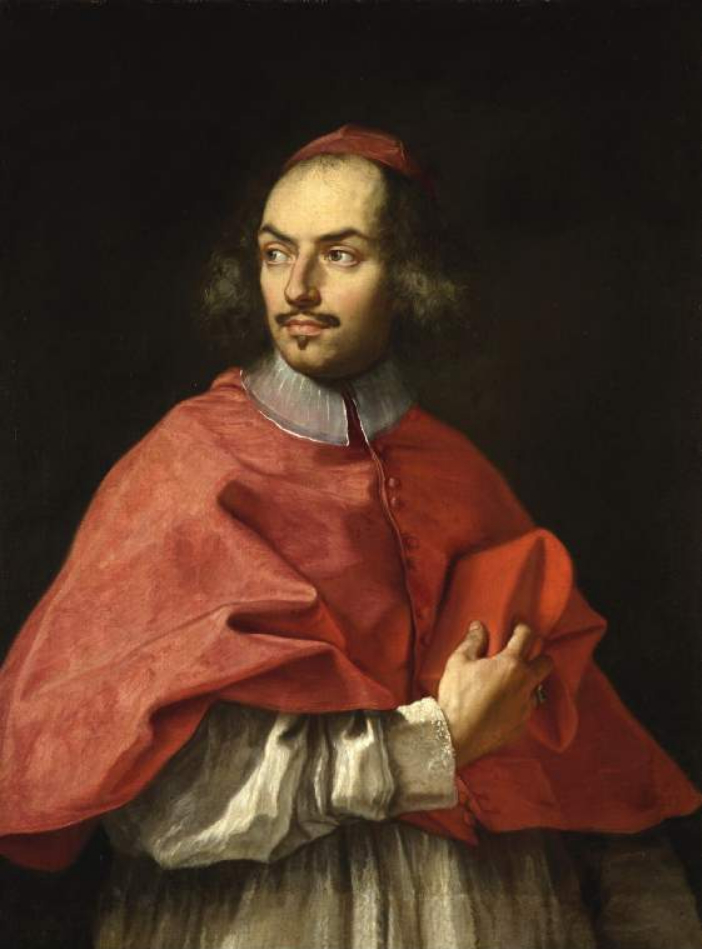
Giacomo Rospigliosi, legaat van Avignon

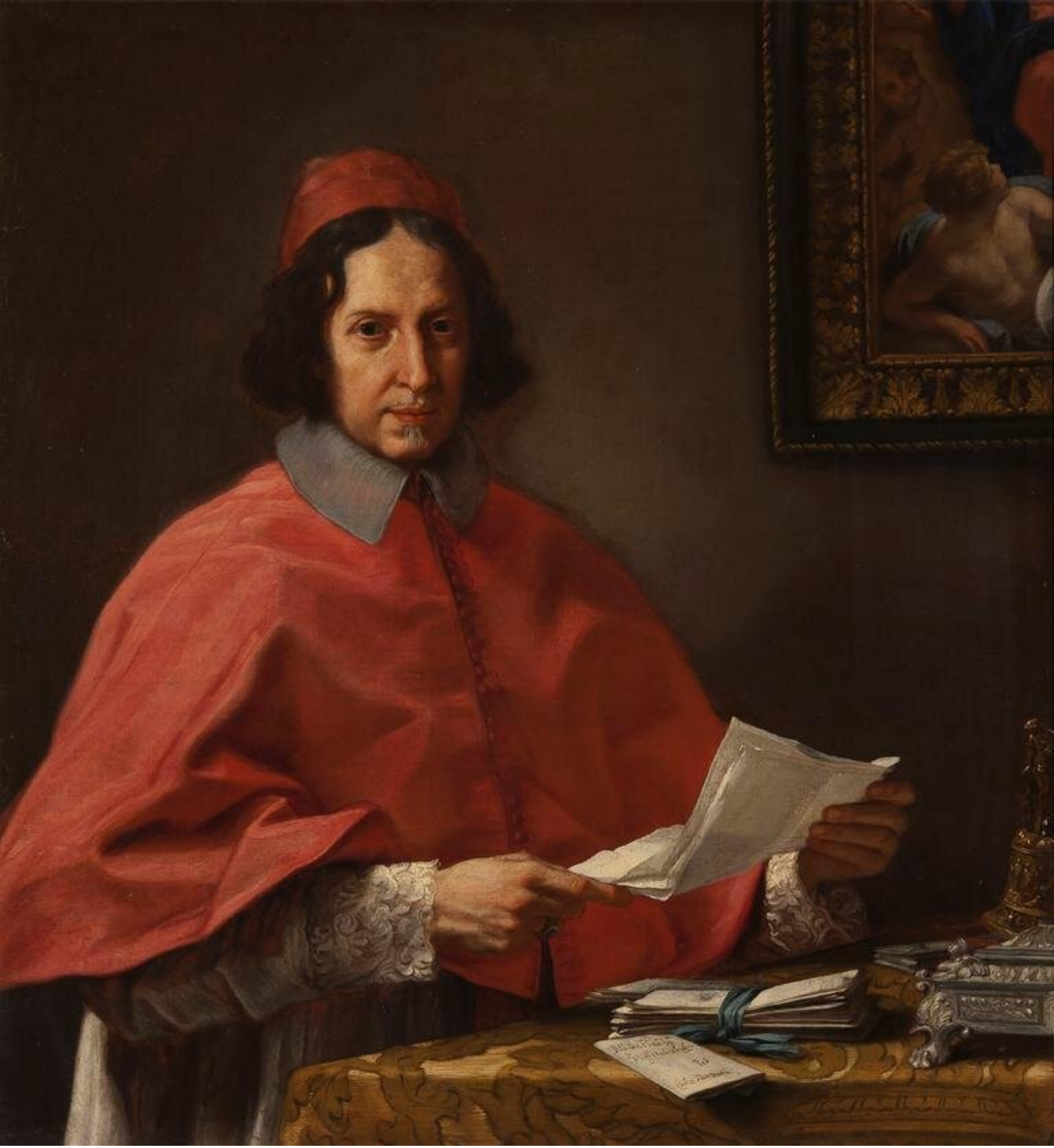
Alderano Cibo, legaat van Avignon

De pauselijke legaat van Avignon (1409-1692) was de bestuurder van de stadstaat Avignon in het Heilige Roomse Rijk, in naam van de paus van Rome. Hij was er gouverneur. 
De pauselijke legaat had het statuut legatus a latere, wat de hoogste graad van pauselijke gezant was. Hij bezat dus de volmacht om, in naam van de paus, beslissingen te nemen over Avignon. Het ging doorgaans om een kardinaal, die bovendien kerkrechtelijk gezag had over de kerkprovincies Vienne, Arles, Embrun en Aix-en-Provence.
Sommige pauselijke legaten van Avignon hadden ook gezag in de provincie Languedoc in het koninkrijk Frankrijk; hiertoe diende de legaat zijn geloofsbrieven te overhandigen aan het parlement van Toulouse, wat vaak leidde tot wrijvingen met de Franse Kroon. Het ging immers om een directe pauselijke inmenging in het koninkrijk Frankrijk. De meeste legaten hadden geen bevoegdheid voor de Languedoc.
De pauselijke legaat van Avignon werd in zijn dagelijks werk bijgestaan door de vice-legaat (1542-1790). In de regel was de vice-legaat geen kardinaal doch werd in zijn latere carrière wel bevorderd tot kardinaal. De vice-legaat kreeg over de eeuwen toenemende macht over de stad, zodat het legaatschap zelfs werd afgeschaft in 1692. Vanaf 1692 rapporteerde de vice-legaat van Avignon rechtstreeks aan de Curie in Rome. 
De vice-legaat resideerde in het pausenpaleis (in afwezigheid van de legaat) en bezat meerdere paleizen binnen en buiten de stad. Ook de maîtresse(n) van de vice-legaat namen een belangrijke plaats in.
De meeste legaten en vice-legaten waren Italianen. Hun voertaal was daarom Italiaans of het Latijn, en niet het Frans zoals gesproken werd in de stad Avignon. Hun ambt is niet te verwarren met de bisschop van Avignon, later aartsbisschop van Avignon. De bisschop hield zich enkel bezig met de binnenkerkelijke aangelegenheden, alhoewel het onderscheid tussen de bisschop en de vice-legaat niet altijd even duidelijk was. De stadsfinanciën behoorden alleszins tot de bevoegdheid van de vice-legaat. Ook was er een onduidelijke bevoegdheidsgrens tussen de vice-legaat van Avignon en de rector van het graafschap Venaissin, het naburige pauselijk graafschap. Beide Italiaanse geestelijken waren immers gouverneur voor hun pauselijk territorium; soms combineerden ze beide zoals Domenico Grimaldi.

## Lijst van legaten en vice-legaten van Avignon
Hieronder volgt de oplijsting van legaten en vice-legaten van Avignon, zoals opgesteld door het bisdom Carpentras, hoofdstad van het graafschap Venaissin.
| Jaar van aanstelling   | Pauselijk legaat                                                                                               | Pauselijk vice-legaat |
| ---------------------- | --- | --- |
| 1409                   | Pierre de Tourroye                                                                                             | |
| 1410                   | François de Conzié                                                                                             | |
| 1432                   | Marco Conduméro                                                                                                | |
| 1433                   | Pierre de Foix                                                                                                 | |
| 1464-1470 sede vacante | | |
| 1470                   | Karel II van Bourbon                                                                                           | |
| 1476                   | Giuliano della Rovere, de latere paus Julius II                                                                | |
| 1503                   | Georges d’Amboise                                                                                              | |
| 1510                   | Robert Guibé                                                                                                   | |
| 1513                   | François-Guillaume de Castelnau de Clermont-Lodève                                                             | |
| 1541                   | Alessandro Farnese (1520-1589)                                                                                 | |
| 1542                   | " | Alessandro Campeggi, de eerste vice-legaat                                                                                      |
| 1544                   | " | Antonio Trivulce |
| 1547                   | " | Camillo Mentuato |
| 1552                   | " | Théodore-Jean de Clermont-Tallard                                                                                               |
| 1554                   | " | Jacques-Marie de Sala |
| 1560                   | " | Alessandro Guidiccione |
| 1562                   | " | Lorenzo Lenzi |
| 1565                   | Karel I van Bourbon (bisschop), legaat, en Georges d’Armagnac, co-legaat                                       | |
| 1583-1593 sede vacante | | |
| 1583                   | | Domenico Grimaldi die tevens aartsbisschop van Avignon was                                                                      |
| 1585                   | | Guillaume le Blanc |
| 1585                   | | Domenico Grimaldi andermaal, ook aartsbisschop van Avignon                                                                      |
| 1589                   | | Domenico Petrucci |
| 1590                   | | Domenico Grimaldi derde maal, ook aartsbisschop van Avignon                                                                     |
| 1592                   | | Silvio Savelli |
| 1593                   | Ottavio Acquaviva d’Aragona                                                                                    | |
| 1596                   | " | Jean-François Bordini |
| 1599                   | " | Carlo Conti |
| 1600                   | Cinzio Passeri Aldobrandini                                                                                    | |
| 1604                   | " | Pierre-François Montorio |
| 1607                   | Scipione Caffarelli-Borghese                                                                                   | Joseph Ferrier |
| 1609                   | " | François-Etienne Dulci |
| 1640                   | " | Philippe Philonardi |
| 1614                   | " | Jean-François Bagni |
| 1621                   | Ludovico Ludovisi                                                                                              | Guillaume du Broc |
| 1622                   | " | Octavien Corsini |
| 1623                   | Francesco Barberini (1597-1679)                                                                                | Cosme Bardi |
| 1629                   | " | Marius Philonardi |
| 1633                   | Antonio Barberini (1607-1671), ook genoemd de Jongere                                                          | |
| 1634                   | " | Giulio Mazarino, de latere minister-president Jules Mazarin van Frankrijk                                                       |
| 1637                   | " | Philippe de la Bourdaissière en Federico Sforza                                                                                 |
| 1644                   | Camillo Francesco Maria Pamphili, lekenkardinaal                                                               | |
| 1645                   | " | Bernardo Pinelli en Lorenzo Corsi                                                                                               |
| 1650                   | Camillo Astalli-Pamphili                                                                                       | |
| 1653                   | " | Dominique de Marinis |
| 1654                   | " | Augustino Franciotti |
| 1654-1657 sede vacante | | |
| 1655                   | | Jean-N. Conti |
| 1657                   | Flavio Chigi (1631-1693), bijgenaamd de Oudere                                                                 | |
| 1659                   | " | Gaspard de Lascaris |
| 1663-1665              | Lodewijk XIV bezette Avignon en Venaissin en benoemde de Franse graaf de Mérinville als gouverneur van de stad | |
| 1664                   | | Alessandre Colonna, vice-legaat bij graaf de Mérinville                                                                         |
| 1665                   | | Lorenzo Lomellini, vice-legaat bij graaf de Mérinville                                                                          |
| 1668                   | Giacomo Rospigliosi                                                                                            | |
| 1670                   | Paluzzo Paluzzi Altieri Degli Albertoni                                                                        | Azzo Ariosto en Horace Mathei                                                                                                   |
| 1671                   | " | Azzo Ariosto en Pierre Bargellini                                                                                               |
| 1672                   | " | Azzo Ariosto en Marcel Durazzo                                                                                                  |
| 1673                   | " | Hyacinthe Libelli en Charles Anguisciola                                                                                        |
| 1677                   | " | Hyacynthe Libelli |
| 1677                   | Alderano Cibo                                                                                                  | Francesco Nicolini |
| 1685                   | " | Baldassare Cenci |
| 1688-1689              | Lodewijk XIV bezette Avignon en Venaissin                                                                      | Franse ambtenaren bestuurden de stad                                                                                            |
| 1690                   | Pietro Ottoboni, de laatste legaat                                                                             | |
| 1691                   | het legaatschap stopte                                                                                         | Lorenzo Fieschi |
| 1692                   | Avignon werd bestuurd vanuit de Curie in Rome                                                                  | Marco Delphini, vice-legaat voor de Curie, zoals al zijn opvolgers                                                              |
| 1696                   | | Filippo Antonio Gualterio |
| 1700                   | | Jean-Baptiste Cicci en Antoine-François Sanvitali                                                                               |
| 1703                   | | Antonio Banchieri |
| 1706                   | | François-Maurice de Gontéri en Sinibaldi Doria                                                                                  |
| 1711                   | | Alaman Salviati |
| 1717                   | | François-Maurice de Gontéri andermaal                                                                                           |
| 1719                   | | Raniero d’Elci |
| 1731                   | | François-Maurice de Gontéri voor de derde maal, en Philippe Bondelmonti                                                         |
| 1739                   | | Marcel Crescensi en Nicolas Lercari                                                                                             |
| 1744                   | | Pascale Aquaviva |
| 1754 of 1755           | | Paulo Passionei |
| 1760                   | | François-Marie Manzi en Gregorio Antonio Maria Salviati                                                                         |
| 1767                   | | François-Marie Manzi andermaal                                                                                                  |
| 1768                   | | Giuseppe Vincentini |
| 1769-1774              | Lodewijk XV bezette Avignon en Venaissin; Jean-Roger de Rochechouard werd Frans gouverneur van de stad         | Geen vice-legaten maar de paus benoemde wel een president-pro-legaat van Avignon                                                |
| 1775                   | | Ange-Marie Durini werd president en Vincent Giovio pro-legaat (opgesplitst mandaat)                                             |
| 1776                   | | Charles Vincent Giovio benoemd als vice-legaat                                                                                  |
| 1777                   | | Giacomono Filomarino |
| 1785                   | | Filippo Casoni, laatste vice-legaat, sloeg op de vlucht in 1790 bij de aanhechting van Avignon aan het revolutionaire Frankrijk |